# (325749) 2009 WC53
(325749) 2009 WC53とは、小惑星帯にある小惑星の1つである。

## 発見
2009 WC53は、2009年11月22日に日本スペースガード協会が美星スペースガードセンターで開かれた小中学生向けのイベントの時に発見された。発見者は小学5年生の金高佑斗と中学2年生の茂木遥平（いずれも当時）であるが、ジェット推進研究所のデータベースではBATTeRSが発見者として登録されている。この日発見された小惑星はこれを含めて9個あるが、2013年現在小惑星番号が登録されたのは2009 WC53のみである。
発見から3年後の2012年4月6日に2009 WC53は小惑星番号325749番が与えられた。小惑星番号が登録されると、小惑星の命名権が発見者に付与される。日本スペースガード協会によると、小中学生が発見した小惑星が正式に登録されるのは世界でも例がないという。

## 性質
2009 WC53は、太陽から3.025AU離れた位置を約5.26年かけて公転している。直径は2kmから4kmと推定されている。